# Diskografie Robina Schulze
Toto je seznam vydané diskografie německého diskžokeje Robina Schulze.

## Alba

### Studiová alba
| Název                                                                                   | Detaily o albu                                             | Umístění v hitparádách | Umístění v hitparádách | Umístění v hitparádách | Umístění v hitparádách | Umístění v hitparádách | Umístění v hitparádách | Umístění v hitparádách | Umístění v hitparádách | Umístění v hitparádách | Umístění v hitparádách | Certifikace                                                                         |
| Název                                                                                   | Detaily o albu                                             | GER                    | AUS                    | AUT                    | BEL (FL)               | DEN                    | ITA                    | NOR                    | SWE                    | SWI                    | US                     | Certifikace                                                                         |
| --------------------------------------------------------------------------------------- | ---------------------------------------------------------- | ---------------------- | ---------------------- | ---------------------- | ---------------------- | ---------------------- | ---------------------- | ---------------------- | ---------------------- | ---------------------- | ---------------------- | ----------------------------------------------------------------------------------- |
| Prayer                                                                                  | - Vydáno: 19. září 2014 - Vydavatelství: Tonspiel, Warner  | 7                      | 37                     | 10                     | 42                     | 30                     | 98                     | 20                     | 18                     | 4                      | 42                     | - BVMI: Platinum - BPI: Platinum - IFPI DEN: Gold - IFPI NOR: Gold - IFPI SWI: Gold |
| Sugar                                                                                   | - Vydáno: 25. září 2015 - Vydavatelství: Tonspiel, Warner  | 3                      | 31                     | 4                      | 23                     | 30                     | 22                     | 10                     | 19                     | 1                      | 154                    | - BVMI: Gold - IFPI DEN: Gold                                                       |
| Uncovered                                                                               | - Vydáno: 29. září 2017 - Vydavatelství: Tonspiel, Warner  | 11                     | —                      | 19                     | 92                     | —                      | 84                     | 37                     | —                      | 12                     | —                      |                                                                                     |
| IIII                                                                                    | - Vydáno: 26. února 2021 - Vydavatelství: Tonspiel, Warner | 9                      | —                      | 29                     | 47                     | —                      | —                      | 11                     | —                      | 9                      | —                      |                                                                                     |
| Pink                                                                                    | - Vydáno: 25. srpna 2023 - Vydavatelství: Tonspiel, Warner | 27                     | —                      | 66                     | —                      | —                      | —                      | —                      | —                      | 58                     | —                      |                                                                                     |
| "—" značí, že se nahrávka neumístila v hitparádách nebo v tomto území ani nebyla vydána |                                                            |                        |                        |                        |                        |                        |                        |                        |                        |                        |                        |                                                                                     |

## DJ mixy
| Název                                            | Detaily                     |
| ------------------------------------------------ | --------------------------- |
| In the Mix #1                                    | - Vydáno: 24. července 2020 |
| Tomorrowland Around the World 2020: Robin Schulz | - Vydáno: 5. srpna 2020     |

## Singly

### Jako hlavní umělec
| "Rain"                                                                                      | 2012 | —  | —  | —  | —  | —  | —   | —  | —  | —  | —  | | Singly bez alb   |
| "Feeling"                                                                                   | 2012 | —  | —  | —  | —  | —  | —   | —  | —  | —  | —  | | Singly bez alb   |
| "To You"                                                                                    | 2012 | —  | —  | —  | —  | —  | —   | —  | —  | —  | —  | | Singly bez alb   |
| "Stone"                                                                                     | 2013 | —  | —  | —  | —  | —  | —   | —  | —  | —  | —  | | Singly bez alb   |
| "Same"                                                                                      | 2013 | —  | —  | —  | —  | —  | —   | —  | —  | —  | —  | | Singly bez alb   |
| "Waves" (Mr. Probz; Robin Schulz remix)                                                     | 2014 | 1  | 3  | 1  | 2  | 3  | 3   | 2  | 1  | 1  | 14 | - BVMI: Diamond - ARIA: 4× Platinum - BEA: Platinum - BPI: 3× Platinum - FIMI: 4× Platinum - IFPI AUT: Gold - IFPI DEN: 4× Platinum - IFPI SWI: Platinum - RIAA: 2× Platinum                                              | Prayer           |
| "Prayer in C" (Remix) (s Lilly Wood and the Prick)                                          | 2014 | 1  | 7  | 1  | 1  | 1  | 1   | 1  | 1  | 1  | 23 | - BVMI: Diamond - ARIA: 5× Platinum - BEA: Platinum - BPI: 2× Platinum - FIMI: 5× Platinum - IFPI AUT: Platinum - IFPI DEN: 2× Platinum - IFPI NOR: 4× Platinum - IFPI SWI: 3× Platinum - RIAA: Platinum - SNEP: Platinum | Prayer           |
| "Willst Du" (s Alligatoah)                                                                  | 2014 | 35 | —  | 42 | —  | —  | —   | —  | 47 | —  | —  | | Prayer           |
| "Sun Goes Down" (feat. Jasmine Thompson)                                                    | 2014 | 2  | 7  | 3  | 8  | —  | 15  | 62 | 3  | 94 | —  | - BVMI: 3× Gold - ARIA: Platinum - BPI: Silver - FIMI: Gold - IFPI AUT: Gold - IFPI NOR: Platinum - IFPI SWI: Platinum | Prayer           |
| "Headlights" (feat. Ilsey)                                                                  | 2015 | 6  | 2  | 2  | 14 | 37 | 30  | 17 | 7  | 96 | —  | - BVMI: 3× Gold - ARIA: Platinum - FIMI: 2× Platinum - IFPI AUT: Gold - IFPI DEN: Gold - IFPI NOR: 2× Platinum - IFPI SWI: Gold                                                                                           | Sugar            |
| "Sugar" (feat. Francesco Yates)                                                             | 2015 | 1  | 3  | 1  | 3  | 22 | 2   | 3  | 1  | 21 | 44 | - BVMI: Diamond - ARIA: 6× Platinum - BEA: Platinum - BPI: Platinum - FIMI: 5× Platinum - IFPI AUT: Platinum - IFPI NOR: Platinum - IFPI SWI: 2× Platinum - RIAA: Platinum - SNEP: Gold                                   | Sugar            |
| "Show Me Love" (s J.U.D.G.E.)                                                               | 2015 | 2  | —  | 4  | 44 | —  | —   | —  | 12 | —  | —  | - BVMI: Platinum - FIMI: Gold - IFPI AUT: Gold - IFPI SWI: Gold | Sugar            |
| "Heatwave" (feat. Akon)                                                                     | 2016 | 30 | —  | 24 | —  | —  | —   | —  | —  | —  | —  | - BVMI: Gold - FIMI: Gold | Sugar            |
| "Shed a Light" (s David Guetta feat. Cheat Codes)                                           | 2016 | 6  | 23 | 7  | 26 | 35 | 44  | 27 | 19 | 24 | —  | - BVMI: Platinum - ARIA: 2× Platinum - BPI: Gold - FIMI: 2× Platinum - IFPI AUT: Gold - IFPI DEN: Gold - SNEP: Gold | Uncovered        |
| "OK" (feat. James Blunt)                                                                    | 2017 | 2  | —  | 2  | 17 | —  | 8   | 24 | 2  | 62 | —  | - BVMI: 2× Platinum - BEA: Platinum - BPI: Silver - FIMI: 3× Platinum - IFPI AUT: 2× Platinum - IFPI SWI: 2× Platinum - SNEP: Platinum                                                                                    | Uncovered        |
| "I Believe I'm Fine" (s Hugel)                                                              | 2017 | 29 | —  | 26 | —  | —  | —   | —  | 88 | —  | —  | - BVMI: Gold | Uncovered        |
| "Unforgettable" (s Marc Scibilia)                                                           | 2017 | 13 | —  | 31 | —  | —  | —   | —  | 61 | —  | —  | - BVMI: Gold - IFPI AUT: Gold | Uncovered        |
| "Oh Child" (s Piso 21)                                                                      | 2018 | 19 | —  | 20 | —  | —  | —   | —  | 84 | —  | —  | - BVMI: Gold - IFPI AUT: Gold | Uncovered        |
| "Right Now" (vs. Nick Jonas)                                                                | 2018 | 78 | —  | —  | —  | —  | —   | —  | 72 | —  | —  | | Singl bez alb    |
| "Speechless" (feat. Erika Sirola)                                                           | 2018 | 7  | —  | 8  | 19 | —  | 32  | 68 | 9  | —  | —  | - ARIA: Gold - BVMI: Platinum - BEA: Gold - FIMI: Platinum - IFPI AUT: Platinum - IFPI SWI: Platinum - SNEP: Platinum | IIII             |
| "All This Love" (feat. Harlœ)                                                               | 2019 | 24 | —  | 32 | —  | —  | —   | —  | 28 | —  | —  | - BVMI: Gold - IFPI AUT: Gold | IIII             |
| "Rather Be Alone" (s Nick Martin a Sam Martin)                                              | 2019 | —  | —  | —  | —  | —  | —   | —  | —  | —  | —  | | IIII             |
| "In Your Eyes" (feat. Alida)                                                                | 2020 | 5  | —  | 3  | 5  | —  | 52  | —  | 5  | —  | —  | - ARIA: Gold - BVMI: 3× Gold - BEA: Platinum - FIMI: Gold - IFPI AUT: 2× Platinum - SNEP: Platinum | IIII             |
| "Oxygen" (s Winona Oak)                                                                     | 2020 | —  | —  | —  | —  | —  | —   | —  | 81 | —  | —  | | Singl bez alb    |
| "Alane" (s Wes)                                                                             | 2020 | 6  | —  | 3  | 5  | —  | 15  | —  | 7  | —  | —  | - BVMI: Gold - BEA: Gold - IFPI AUT: Platinum - SNEP: Gold | IIII             |
| "All We Got" (feat. Kiddo)                                                                  | 2020 | 5  | —  | 4  | 10 | —  | 19  | 46 | 4  | —  | —  | - BVMI: Platinum - BEA: Gold - FIMI: Platinum - IFPI AUT: Platinum | IIII             |
| "One More Time" (s Felix Jaehn feat. Alida)                                                 | 2021 | 37 | —  | 49 | —  | —  | 190 | —  | 68 | —  | —  | | IIII a Breathe   |
| "Somewhere Over the Rainbow/What a Wonderful World" (s Alle Farben a Israel Kamakawiwo'ole) | 2021 | 82 | —  | —  | 48 | —  | —   | —  | —  | —  | —  | | Pink             |
| "I Got a Feeling" (s Felix Jaehn feat. Georgia Ku)                                          | 2021 | —  | —  | —  | —  | —  | —   | —  | —  | —  | —  | | Breathe          |
| "Young Right Now" (s Dennis Lloyd)                                                          | 2021 | 28 | —  | 32 | —  | —  | 80  | —  | 17 | —  | —  | - BVMI: Gold - IFPI AUT: Platinum - SNEP: Gold | Pink             |
| "In Your Arms (For an Angel)" (s Topic, Nico Santos a Paul Van Dyk)                         | 2022 | 36 | —  | —  | —  | —  | —   | —  | 61 | —  | —  | - IFPI AUT: Gold | Singl bez alb    |
| "On Repeat" (s David Guetta)                                                                | 2022 | —  | —  | —  | —  | —  | —   | —  | —  | —  | —  | | Pink             |
| "Sun Will Shine" (s Tom Walker)                                                             | 2022 | —  | —  | —  | —  | —  | —   | —  | —  | 79 | —  | | Pink             |
| "Miss You" (s Oliver Tree)                                                                  | 2022 | 12 | 4  | 10 | 28 | 25 | 23  | 25 | 9  | 3  | 84 | - ARIA: 2× Platinum - BPI: Platinum - IFPI AUT: Platinum - RIAA: Platinum - SNEP: Gold | Alone in a Crowd |
| "Rockstar Baby" (feat. Mougleta)                                                            | 2022 | —  | —  | —  | —  | —  | —   | —  | —  | —  | —  | | Singl bez alb    |
| "Sweet Goodbye"                                                                             | 2023 | —  | —  | —  | —  | —  | —   | —  | —  | —  | —  | | Pink             |
| "Smash My Heart"                                                                            | 2023 | —  | —  | —  | —  | —  | —   | —  | —  | —  | —  | | Pink             |
| "Atlantis" (feat. Koppy)                                                                    | 2023 | —  | —  | —  | —  | —  | —   | —  | —  | —  | —  | | Singl bez alb    |
| "One with the Wolves"                                                                       | 2023 | —  | —  | —  | —  | —  | —   | —  | —  | —  | —  | | Pink             |
| "I'll Be There" (s Rita Ora a Tiago PZK)                                                    | 2023 | 52 | —  | —  | —  | —  | —   | —  | —  | —  | —  | | Singl bez alb    |
| "One By One" (s Topic feat. Oaks)                                                           | 2024 | —  | —  | —  | —  | —  | —   | —  | —  | —  | —  | | bude oznámeno    |
| "All the Things She Said" (s Timmy Trumpet a Koppy)                                         | 2024 | —  | —  | —  | —  | —  | —   | —  | —  | —  | —  | | bude oznámeno    |
| "Upside Down" (s Joel Corry a Koppy)                                                        | 2024 | —  | —  | —  | —  | —  | —   | —  | —  | —  | —  | | bude oznámeno    |
| "World Gone Wild" (se Cyril feat. Sam Martin)                                               | 2024 | —  | —  | —  | —  | —  | —   | —  | —  | —  | —  | | bude oznámeno    |
| "Million Good Reasons" (s Fast Boy)                                                         | 2025 | —  | —  | —  | —  | —  | —   | —  | —  | —  | —  | | bude oznámeno    |
| "—" značí, že se nahrávka neumístila v hitparádách nebo v tomto území ani nebyla vydána     |      |    |    |    |    |    |     |    |    |    |    | |                  |

### Promo singly
| Název                  | Rok  | Umístění v hitparádách | Umístění v hitparádách | Umístění v hitparádách | Album |
| Název                  | Rok  | GER                    | FRA                    | SWI                    | Album |
| ---------------------- | ---- | ---------------------- | ---------------------- | ---------------------- | ----- |
| "Yellow" (s Disciples) | 2015 | 73                     | 117                    | 70                     | Sugar |

## Remixy
| Název                                              | Rok  | Původní umělec                                        | Album                           |
| -------------------------------------------------- | ---- | ----------------------------------------------------- | ------------------------------- |
| "Rather Be" (Robin Schulz Edit)                    | 2014 | Clean Bandit feat. Jess Glynne                        | Prayer                          |
| "No Rest for the Wicked" (Robin Schulz Remix)      | 2014 | Lykke Li                                              | Prayer                          |
| "Hier Mit Dir" (Robin Schulz Remix)                | 2014 | Tom Thaler & Basil                                    | Prayer                          |
| "A Sky Full of Stars" (Robin Schulz Edit)          | 2014 | Coldplay                                              | Prayer                          |
| "Dangerous" (Robin Schulz Remix)                   | 2014 | David Guetta feat. Sam Martin                         | Listen a Dangerous - Remixes EP |
| "Something New" (Robin Schulz Remix)               | 2015 | Axwell Λ Ingrosso                                     | Remix bez alb                   |
| "Lay It All on Me" (Robin Schulz Remix)            | 2015 | Rudimental feat. Ed Sheeran                           | Lay It All on Me (The Remixes)  |
| "Bang My Head" (Robin Schulz Remix)                | 2015 | David Guetta feat. Sia a Fetty Wap                    | Bang My Head - Remixes EP       |
| "I Was Wrong" (Robin Schulz Remix)                 | 2016 | A R I Z O N A                                         | Remixy bez alb                  |
| "2U" (Robin Schulz Remix)                          | 2017 | David Guetta feat. Justin Bieber                      | Remixy bez alb                  |
| "Complicated" (Robin Schulz Remix)                 | 2017 | Dimitri Vegas & Like Mike a David Guetta feat. Kiiara | Complicated (The Remixes)       |
| "Perfect" (Robin Schulz Remix)                     | 2017 | Ed Sheeran                                            | Remixy bez alb                  |
| "Chasing Fire" (Robin Schulz Remix)                | 2018 | Lauv                                                  | Remixy bez alb                  |
| "Flames" (Robin Schulz Remix)                      | 2018 | David Guetta a Sia                                    | Remixy bez alb                  |
| "I'm a Mess" (Robin Schulz Remix)                  | 2018 | Bebe Rexha                                            | Remixy bez alb                  |
| "Let Me Go" (Robin Schulz Remix)                   | 2019 | Emin                                                  | Remixy bez alb                  |
| "Giant" (Robin Schulz Remix)                       | 2019 | Calvin Harris a Rag'n'Bone Man                        | Remixy bez alb                  |
| "Prayer in C" (5th Anniversary Remix)              | 2019 | Lily Wood & The Prick                                 | Remixy bez alb                  |
| "Hola Señorita" (Robin Schulz Remix)               | 2019 | Maître Gims a Maluma                                  | Remixy bez alb                  |
| "Monster" (Robin Schulz Remix)                     | 2019 | Lum!x a Gabry Ponte                                   | Remixy bez alb                  |
| "Let's Love" (Robin Schulz Remix)                  | 2020 | David Guetta a Sia                                    | Remixy bez alb                  |
| "Head Shoulders Knees & Toes" (Robin Schulz Remix) | 2020 | Ofenbach a Quarterhead feat. Norma Jean Martine       | Remixy bez alb                  |
| "Do It Like Me" (Robin Schulz Remix)               | 2021 | Chico Rose feat. B-Case                               | Remixy bez alb                  |
| "Coming Down" (Robin Schulz Remix)                 | 2021 | Wave Wave feat. Marigo Bay                            | Remixy bez alb                  |
| "Love Tonight" (Robin Schulz Remix)                | 2021 | Shouse                                                | Remixy bez alb                  |
| "The Motto" (Robin Schulz Remix)                   | 2022 | Tiësto a Ava Max                                      | Remixy bez alb                  |
| "Greatest Day" (Robin Schulz rework)               | 2023 | Take That feat. Calum Scott                           | bude oznámeno                   |
| "Последняя любовь" (Robin Schulz Remix)            | 2024 | Morgenshtern                                          | Remix bez alb                   |